# چوو
چوو (به ایتالیایی: Cevo) یک کومونه در ایتالیا است که در استان برشا واقع شده‌است. چوو ۳۵ کیلومتر مربع مساحت و ۹۳۸ نفر جمعیت دارد و ۱٬۱۰۰ متر بالاتر از سطح دریا واقع شده‌است.

## خواهرخوانده
شهر ترتزو سول‌آدا خواهرخواندهٔ چوو هست.